# 김상호 (프로듀서)
'김상호는 대한민국의 드라마 프로듀서이다.

## 드라마
- 2022년 JTBC 수목 미니시리즈 《서른, 아홉》 ... 연출
- 2025년 JTBC 드라마 《백번의 추억》 ... 연출